# Hananel ben Houshiel
Pour les articles homonymes, voir Hananel.
Hananel ben Houshiel (hébreu : חננאל בן חושיאל), dit Rabbenou Hananel, est un rabbin et exégète tunisien du XIe siècle (990-1053).
Principalement connu pour son commentaire sur les Talmuds et pour avoir assuré la direction spirituelle de la communauté juive de Kairouan, aux côtés de Nissim ben Jacob, il est considéré par certains comme l'un des premiers Rishonim (autorités rabbiniques médiévales).

## Éléments biographiques
Hananel est le fils de Houshiel ben Elhanan, un savant juif originaire d'Italie devenu recteur du centre d'études de Kairouan, en Tunisie, aux débuts du XIe siècle.
Il semble que son père ait été son seul maître direct, mais Hananel entretenait également une correspondance suivie avec Haï Gaon, au point que les Tossafistes, notamment Rabbenou Tam et le R"i, le considèrent comme un élève du Gaon. Après la mort de son père, Hananel et son collègue Nissim Gaon sont nommés rabbins de Kairouan, et président à l'école de la ville, qui est, sous leur direction, l'un des centres de savoir juif les plus influents de l'époque. Hananel contribue grandement à la propagation de ce savoir à travers l'Europe, où il est appelé par certains Hananel de Rome.
Contrairement à Nissim, Hananel est à la tête d'un négoce prospère, et lègue à ses neuf filles une fortune de dix mille pièces d'or.

## Œuvres

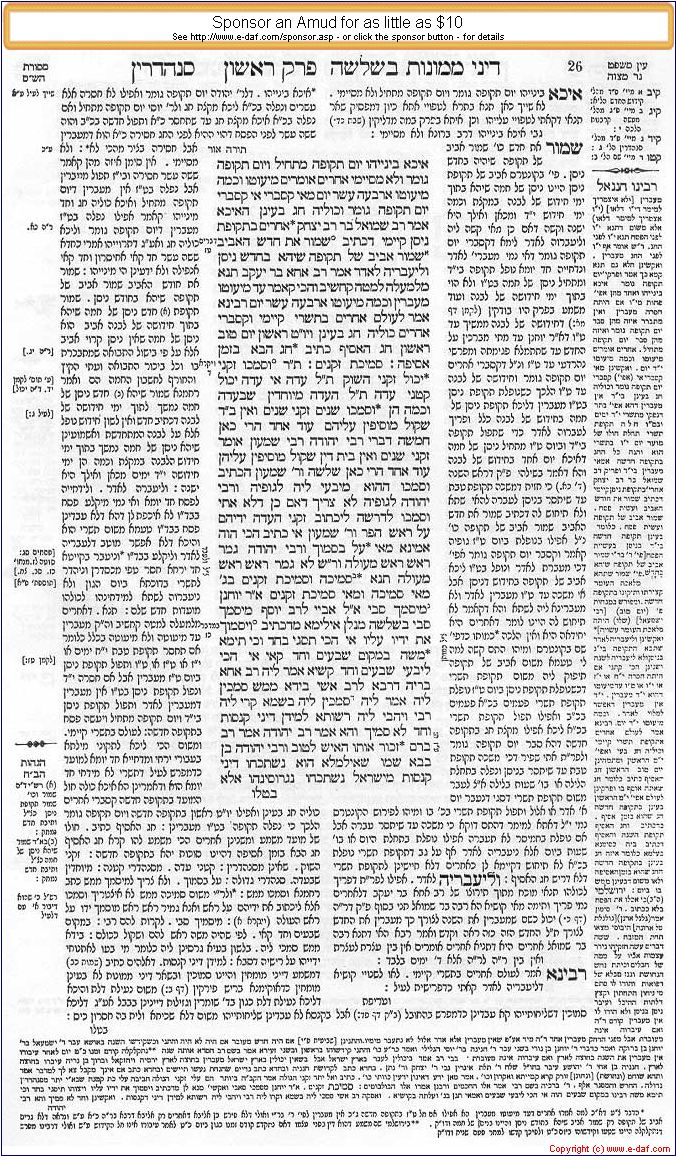
Page 13b du traité Sanhédrin : le commentaire de Rabbenou Hananel se trouve dans la marge extérieure (droite) de la page et se poursuit dans la marge inférieure.

### Commentaire du Talmud
Le commentaire de Hananel ben Houshiel, inscrit dans la tradition exégétique des gueonim babyloniens, est le premier du genre à couvrir l'intégralité du Talmud. Il résume les principaux arguments de la Gémara relatifs aux discussions sur la conduite pratique à suivre mais n'entre pas dans les détails, et ignore la Aggada (ensemble des passages non-législatifs des Talmuds et du Midrash ; ils peuvent être de nature exégétique, homilétique, ésotérique, etc.).
Le commentaire de Hananel a grandement contribué au regain d'intérêt pour le Talmud de Jérusalem, dont l'autorité avait été supplantée par celle du Talmud de Babylone, et l'étude négligée depuis. Hananel résume en effet les discussions des deux Talmuds sur chaque point étudié, et n'hésite pas à poindre les contradictions entre celles-ci. Par ailleurs, son commentaire se basant sur des manuscrits anciens du Talmud, il a été abondamment utilisé pour l'établissement du texte correct.
Hananel devait connaître le grec et l'arabe, car il donne souvent l'explication de termes en ces langues. Cependant, contrairement à Nissim Gaon, il a écrit ce commentaire, ainsi que le reste de ses œuvres, en bon hébreu.
Les manuscrits de ce commentaire peuvent être trouvés à Munich (MS. No. 227, qui contient les commentaires aux traités Pessaḥim, Avoda Zara, Shevouot, Sanhédrin, Makkot et Horayot), au Vatican (MS. No. 127, qui contient les commentaires à Yoma, Meguila, Rosh Hashana, Ta'anit, Soukka, Beitza et Moëd Ḳaṭan ; No. 128, qui contient les commentaires sur Shabbat, 'Erouvin, Pessaḥim et Ḥaguiga) et dans le Codex Almanzi à Londres, qui contient les commentaires sur Baba Ḳamma, Baba Metzia, Sanhédrin, Makkot et Shevouot. Un fragment du commentaire à Yoma a été découvert par Solomon Schechter dans la Guéniza du Caire, et publié dans ses Saadyana.
Le commentaire de Hananel est inclus dans l'édition de Vilna du Talmud, en marge du texte, sous le titre de Rabbenou Hananel.

### Commentaire biblique
Hananel ben Houshiel a également composé un commentaire sur le Pentateuque, très polémique envers les exégèses karaïtes (mouvement juif scripturaliste, adversaire du judaïsme rabbinique traditionnel, et rejetant les interprétations de la Bible basées sur la Torah orale). Comme dans son commentaire sur les Talmuds, Hananel adopte pleinement les principes exégétiques de Haï Gaon, se limitant à l'interprétation simple du texte sans entrer dans des considérations mystiques.
Ce commentaire biblique est cité par plusieurs commentateurs médiévaux, dont Bahya ben Asher ; il n'est d'ailleurs plus connu que par ces citations, ainsi que par quelques fragments, publiés par les éditions Mossad HaRav Kook.

### Autres
Hananel a aussi écrit :
- des responsa, cités dans le Shibbole ha-Leḳeṭ et dans d'autres recueils de responsa,
- le Sefer haMiktso'ot, un ouvrage de décisions sur des lois rituelles, cité à plusieurs reprises dans le Mordekhaï,
- le Seder Tefillah, un livre de prières, modelé sur ceux de Saadia Gaon et d'Amram Gaon,
- une élégie à l'occasion du décès de Haï Gaon, rédigée en hébreu.

Il est également possible que le pizmon qui commence par Ḥasadeka tagbir, signé Hananel, soit de lui.

## Influence
Hananel ben Houshiel est l'un des savants juifs les plus connus de la période de transition entre Gueonim et Rishonim.
Son commentaire talmudique a été abondamment utilisé par le Ri"f (Isaac Alfassi) et souvent cité dans l’Aroukh (glossaire de termes araméens retrouvés dans les Talmuds et la littérature rabbinique) de Nathan ben Yehiel de Rome (XIe siècle), tous deux étant des disciples présumés de Hananel.
Rachi ne le cite jamais, et ne connaissait peut-être pas encore son commentaire. En revanche, celui-ci est connu de ses successeurs, les Tossafistes, qui s'appuient parfois sur son autorité pour repousser l'opinion de Rachi.